# Jeanne Labrosse
Pour les articles homonymes, voir Labrosse (homonymie).
Jeanne Geneviève Labrosse née le 7 mars 1775 à Paris et morte le 14 juin 1847 dans l'ancien 10e arrondissement de Paris, était une aérostière et parachutiste française. Elle est la première femme française a conduire un aérostat en équipe entièrement féminine, et la première à sauter en parachute. Elle était l'épouse d'André-Jacques Garnerin, l'inventeur du parachute.

## Biographie
D'abord élève d'André-Jacques Garnerin, ce dernier s'élevant contre l'avis du bureau central de la police pour qui le voyage dans les airs de deux personnes de sexes opposés reste prohibé, elle commence par l'accompagner dans ses expériences aériennes. La lettre de l'administration centrale au citoyen Garnerin est ainsi conçue :

« Citoyen, d'après la réclamation que vous avez adressée contre l'arrêté du bureau central, qui vous défend de voyager dans un aérostat avec une jeune citoyenne, nous avons consulté le ministre de l'Intérieur et celui de la police générale, qui tous les deux sont d'un avis conforme au nôtre, et pensent qu'il n'y a pas plus de scandale à voir deux personnes de sexe différent s'élever ensemble dans l'air, qu'à les voir monter dans une même voiture, et que d'ailleurs on ne peut empêcher une femme majeure de faire à cet égard ce que l'on permet aux hommes, et de donner en s'élevant dans les airs une preuve à la fois de confiance dans les procédés et d'intrépidité […] »

Dans un contexte où les savants de l'Académie des sciences estimaient que les organes féminins ne supporteraient pas le voyage, elle succède donc dans les airs à Élisabeth Thible, première femme passagère en 1784, lors de l'ascension de la grande montgolfière La Gustave, conçue par le comte de Laurencin.
À la suite de cette autorisation, plus rien n'empêcha alors les élèves de Garnerin de prendre l'initiative de leurs propres vols. Lorsque Jeanne Labrosse s'envole à bord d'un aérostat le 10 novembre 1798, accompagnée d'Ernestine Henry, elle est l'une des premières femmes au monde à conduire un ballon (désignée comme telle dans de nombreux ouvrages modernes,). Elles forment toutes deux le premier équipage entièrement féminin, qui mena leurs propres observations et relevés météorologiques à bord de leur aérostat. Elles relatèrent d'ailleurs cette première expérience dans La Chronique Universelle du 17 novembre 1798, dans un article nommé : entièrement féminin qui mena Rapport des citoyennes Henry et Labrosse sur leur voyage aérien ».
Le 12 octobre 1799, elle fut sans conteste, la première femme à effectuer un saut en parachute, s'élançant depuis un ballon à hydrogène d'une altitude de 900 mètres. Cette tentative fit polémique dans le tout Paris, et dès le lendemain de la réussite du saut Garnerin en témoignera dans L'Ami des lois :

« Hier, l'expérience de l'ascension à ballon perdu et de la descente en parachute de la citoyenne Labrosse, a eu un succès complet ; je n'ai jamais rien vu de si imposant. Le courage, l'adresse et la présence d'esprit de cette aimable et intéressante personne, n'ont point d'égal. Je m'honorerai toujours d'avoir formé une élève dont le début dans mon art fera époque dans l'histoire du siècle. Son triomphe l'immortalise, il confond la méchanceté, écrase le serpent qui dicta contre elle le pamphlet abominable dont on vient d'inonder Paris. Jamais le monstre de la calomnie n'exerça sa rage avec autant de fureur et d'audace ; sûrement que les magistrats du peuple croiront de leur dignité d'en faire rechercher et punir les auteurs. »

Elle ouvrit la voie à bien d'autres femmes aérostières ou parachutistes, dont par la suite Élisa Garnerin, sa nièce, qui sera parachutiste professionnelle de 1815 à 1836,
Elle épousera André Jacques Garnerin en 1801, et déposera le 11 octobre 1802, au nom de son mari le brevet de l'appareil dit « parachute, destiné à ralentir la chute de la nacelle d'un ballon après l'explosion de celui-ci ». Garnerin restera son époux jusqu'à ce qu'il meure dans un accident sur le chantier d'un nouveau prototype de ballon en 1823.   
Vers la fin de sa carrière, Jeanne Garnerin rencontre une autre femme d'exception, Madame Sans Gêne, ancienne dragon ayant servi dans les armées d'Italie et des Pyrénées-Orientales, d'un an à peine son aînée. Ensemble, elles ouvrent une table d'hôte.